# Saison 1923-1924 des Canadiens de Montréal
Autres saisons
Saison précédente Saison suivante
La saison 1923-1924 de hockey sur glace est la quinzième saison que jouent les Canadiens de Montréal. Ils évoluent alors dans la Ligue nationale de hockey et finissent à la 2e place au classement.

## Saison régulière

### Classement
|                         | PJ | V  | D  | N | Pts | BP | BC |
| ----------------------- | -- | -- | -- | - | --- | -- | -- |
| Sénateurs d'Ottawa      | 24 | 16 | 8  | 0 | 32  | 74 | 54 |
| Canadiens de Montréal   | 24 | 13 | 11 | 0 | 26  | 59 | 48 |
| St. Patricks de Toronto | 24 | 10 | 14 | 0 | 20  | 59 | 85 |
| Tigers de Hamilton      | 24 | 9  | 15 | 0 | 18  | 63 | 68 |

## Match après match

### Décembre
| No | Date        | Visiteur                | Score | Domicile                | Fiche |
| -- | ----------- | ----------------------- | ----- | ----------------------- | ----- |
| 1  | 15 décembre | Les Canadiens           | 1-2   | St. Patricks de Toronto | 0-1-0 |
| 2  | 19 décembre | Les Canadiens           | 3-1   | Tigers de Hamilton      | 1-1-0 |
| 3  | 26 décembre | Les Canadiens           | 2-3   | Sénateurs d'Ottawa      | 1-2-0 |
| 4  | 29 décembre | St. Patricks de Toronto | 0-3   | Les Canadiens           | 2-2-0 |

### Janvier
| No | Date       | Visiteur                | Score | Domicile                | Fiche |
| -- | ---------- | ----------------------- | ----- | ----------------------- | ----- |
| 5  | 2 janvier  | Les Canadiens           | 0-4   | Tigers de Hamilton      | 2-3-0 |
| 6  | 5 janvier  | Tigers de Hamilton      | 1-5   | Les Canadiens           | 3-3-0 |
| 7  | 9 janvier  | Les Canadiens           | 1-2   | Sénateurs d'Ottawa      | 3-4-0 |
| 8  | 12 janvier | Les Canadiens           | 3-5   | St. Patricks de Toronto | 3-5-0 |
| 9  | 16 janvier | Sénateurs d'Ottawa      | 1-2   | Les Canadiens           | 4-5-0 |
| 10 | 19 janvier | St. Patricks de Toronto | 2-0   | Les Canadiens           | 4-6-0 |
| 11 | 21 janvier | Sénateurs d'Ottawa      | 3-2   | Les Canadiens           | 4-7-0 |
| 12 | 23 janvier | Les Canadiens           | 1-4   | Tigers de Hamilton      | 4-8-0 |
| 13 | 26 janvier | Les Canadiens           | 1-2   | St. Patricks de Toronto | 4-9-0 |
| 14 | 30 janvier | Tigers de Hamilton      | 2-5   | Les Canadiens           | 5-9-0 |

### Février
| No | Date       | Visiteur                | Score | Domicile           | Fiche   |
| -- | ---------- | ----------------------- | ----- | ------------------ | ------- |
| 15 | 2 février  | Sénateurs d'Ottawa      | 1-0   | Les Canadiens      | 6-9-0   |
| 16 | 6 février  | Les Canadiens           | 0-4   | Sénateurs d'Ottawa | 6-10-0  |
| 17 | 10 février | St. Patricks de Toronto | 3-5   | Les Canadiens      | 7-10-0  |
| 18 | 13 février | Les Canadiens           | 3-2   | Tigers de Hamilton | 8-10-0  |
| 19 | 16 février | Tigers de Hamilton      | 1-2   | Les Canadiens      | 9-10-0  |
| 20 | 21 février | Sénateurs d'Ottawa      | 0-3   | Les Canadiens      | 10-10-0 |
| 21 | 23 février | Les Canadiens           | 3-4   | Sénateurs d'Ottawa | 10-11-0 |
| 22 | 27 février | St. Patricks de Toronto | 0-3   | Les Canadiens      | 11-11-0 |

### Mars
| No | Date     | Visiteur           | Score | Domicile                | Fiche   |
| -- | -------- | ------------------ | ----- | ----------------------- | ------- |
| 23 | 1er mars | Les Canadiens      | 0-1   | St. Patricks de Toronto | 12-11-0 |
| 24 | 5 mars   | Tigers de Hamilton | 3-6   | Les Canadiens           | 13-11-0 |

## Effectif
- Directeur Général : Léo Dandurand
- Entraîneur : Léo Dandurand
- Gardien de but : Georges Vézina
- Centres : Billy Bell, Robert Boucher, Charles Fortier, Howie Morenz
- Ailier : Odie Cleghorn, Billy Boucher, Aurèle Joliat, Billy Cameron
- Défenseur : Billy Coutu, Sprague Cleghorn, Sylvio Mantha